# Tau1 Eridani
Tau¹ Eridani is een tweevoudige ster met een spectraalklasse van F7.V en M4.V. De ster bevindt zich 46,56 lichtjaar van de zon.